# Bonaparte (zespół muzyczny)
Bonaparte – niemiecki zespół muzyczny pochodzący z Berlina, powstały w 2006 roku. Jego liderem jest wokalista Tobias Jundt, jedyny stały członek zespołu, który napisał i wyprodukował całą muzykę Bonaparte. 
Ich styl określany jest jako „wizualny thrash punk” ze względu na lo-fi punkową estetykę i charakterystyczne występy sceniczne. Muzycznie zespół łączy w sobie elementy elektropunku, synthpopu, rocka i hip-hopu, a na eklektyczne dźwięki zespołu składają się garażowo-punkowe gitarowe riffy, analogowe syntezatory, perkusyjne rytmy i humorystyczne gry słowne. 
Znani są z takich utworów, jak „Anti Anti” czy „Too Much”, a do połowy 2025 roku wydali sześć albumów studyjnych: Too Much (2006), My Horse Likes You (2010), Sorry, We’re Open (2012), Bonaparte (2014), Return of Stravinsky Wellington (2017) i Was mir passiert (2019). 
W latach 2006–2019 Bonaparte zagrał ponad 700 koncertów na całym świecie, w tym w Europie, Nowej Zelandii, Stanach Zjednoczonych i Chinach. Zespół koncertował także na różnych festiwalach, w tym na Rock Am Ring, Hurricane Festival, Dour Festival, South by Southwest, Sziget, Melt Festival, Montreux, Exit, Open Air St. Gallen czy Roskilde Festival. Ich występy zawierają elementy cyrku, kabaretu i muzyki punkowej, z występami bogato ubranych tancerzy. 

## Historia

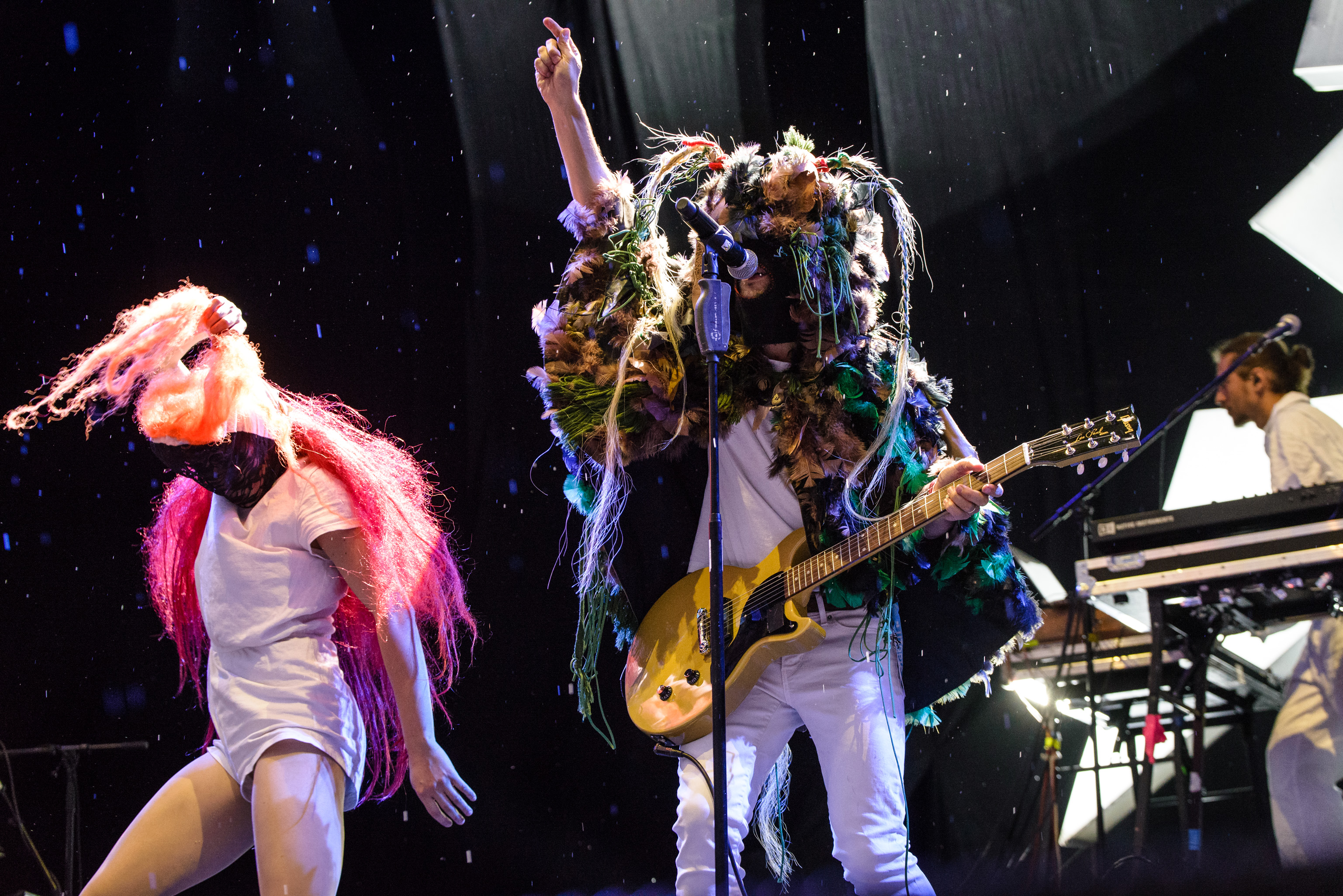
Bonaparte na Utopia Festival 2016

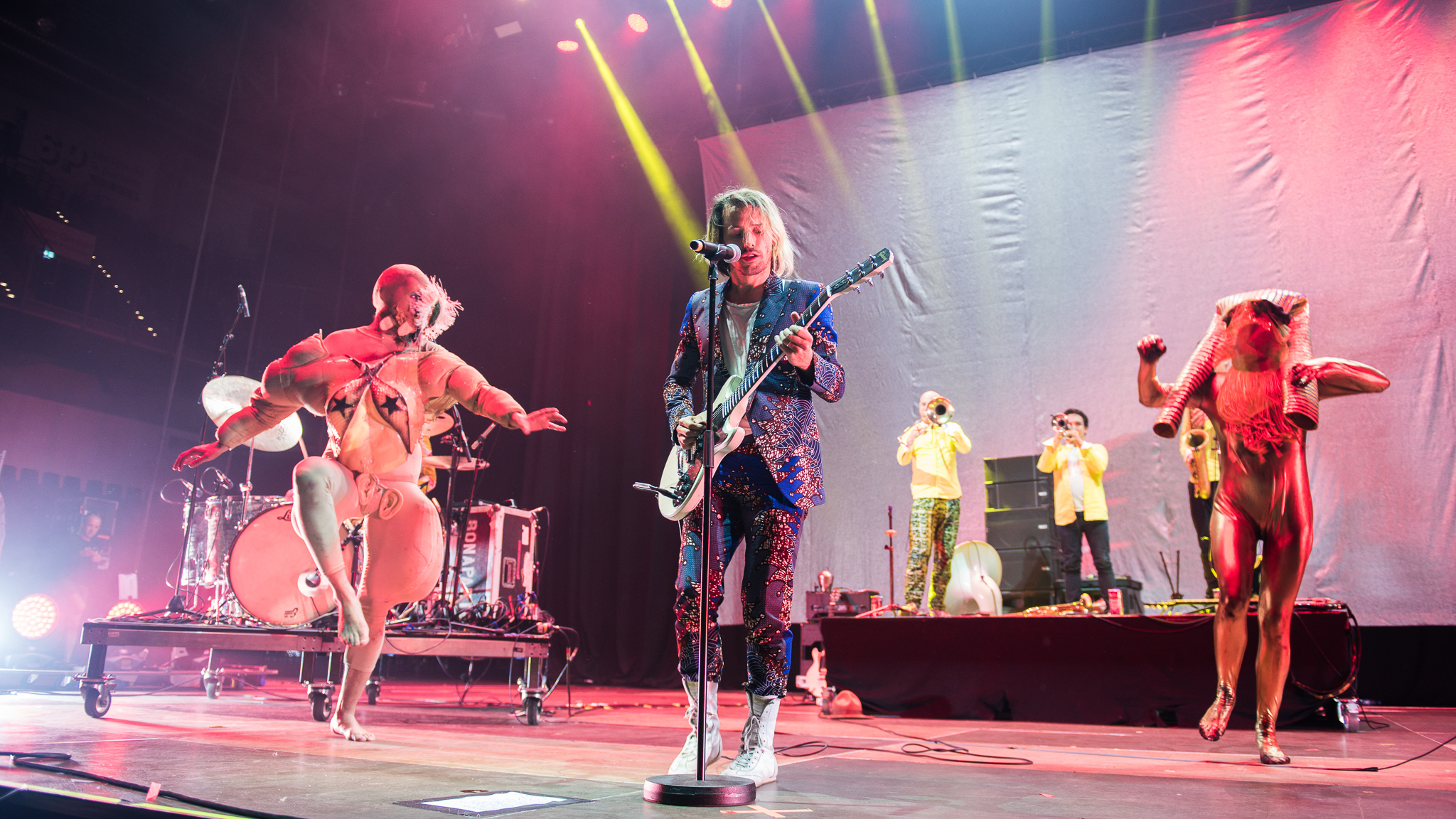
Koncert grupy Bonaparte na festiwalu Rock im Park 2017

Zespół został założony w 2006 roku z inicjatywy Tobiasa Jundta, szwajcarskiego muzyka, autora tekstów piosenek i producenta muzycznego urodzonego 1978 roku w Bernie, który wyłonił się z undergroundowej kultury klubowej. Pomysł na założenie zespołu narodził się w Barcelonie i w tym celu Jundt zwerbował wielu muzyków z różnych krajów, po czym grupa przeprowadziła się do Berlina, grając tam swoje pierwsze koncerty. 
W 2008 roku wyruszyli w trasę koncertową nazwaną „Circus Show” i jeszcze w tym samym roku podpisali kontrakt z berlińską wytwórnią Staatsakt, która zaoferowała wsparcie w wydaniu pierwszego albumu studyjnego. Ich debiutancka płyta Too Much, zawierająca 15 elektropunkowych utworów, miała premierę 19 września 2008 roku. W kolejnym roku opublikowali Remuched, podwójny album z remiksami i utworami wykonanymi na żywo.
W 2010 roku ich piosenka „Anti Anti” została wykorzystana w filmie 13 Semester.
Po wydaniu latem 2010 roku albumu My Horse Likes You nakładem wytwórni Staatsakt zespół wyruszył w trasę koncertową po Niemczech, Szwajcarii i Austrii. 26 sierpnia 2011 roku wystąpili po raz pierwszy w Polsce. Dali wówczas koncert w Katowicach podczas festiwalu Tauron Nowa Muzyka 2011. Drugi ich koncert w Polsce miał miejsce 5 października 2012 roku we Wrocławiu podczas Avant Art Festivalu 2012.  
W 2012 roku premierę miał album Sorry, We’re Open, który jako pierwszy został w całości nagrany w berlińskim studiu. W albumie tym połączyli rock i blues z miejskimi stylami muzycznym, takimi jak elektronika czy hip-hop. Pierwszym jego singlem był utwór „Quarantine”, wzbogacony o rytmy DJ-a Hausmeistera.
W 2014 roku zespół zerwał ze swoim imprezowym wizerunkiem, wydając kolejną, bardziej melancholijną płytę Bonaparte. Album ten został nagrany na nowojorskim Brooklynie wspólnie z producentem Andym Baldwinem (znany we współpracy z Björk i Neneh Cherry) oraz z udziałem perkusisty Christophera Powella i rapera Tima Fite'a. Również kolejny album studyjny, The Return Of Stravinsky Wellington opublikowany w czerwcu 2017 roku, był bardziej refleksyjny od pierwszych płyt zespołu Bonaparte.
W 2019 roku ukazał się album Was Mir Passiert, którego teksty były już prawie w całości napisane w języku niemieckim, a na jego potrzeby Jundt udał się na Wybrzeże Kości Słoniowej, aby odkrywać nowe style muzyczne z lokalnymi muzykami i gościnnymi artystami (Bela B., Farin Urlaub i Sophie Hunger). Na albumie tym pojawiły się popowe utwory, wsparte syntezatorami, perkusją i afrobeatem.
Pod koniec 2019 roku zespół Bonaparte ograniczył swoją działalność i poza kilkoma koncertami nie był aktywny. W czerwcu 2023 roku Jundt ogłosił, że w 2024 roku odbędzie się podwójna trasa koncertowa: „The Quiet Show” i „The Riot Show”. Jej finał miał miejsce w berlińskim Festsaal Kreuzberg 3 marca 2024 roku.

## Dyskografia

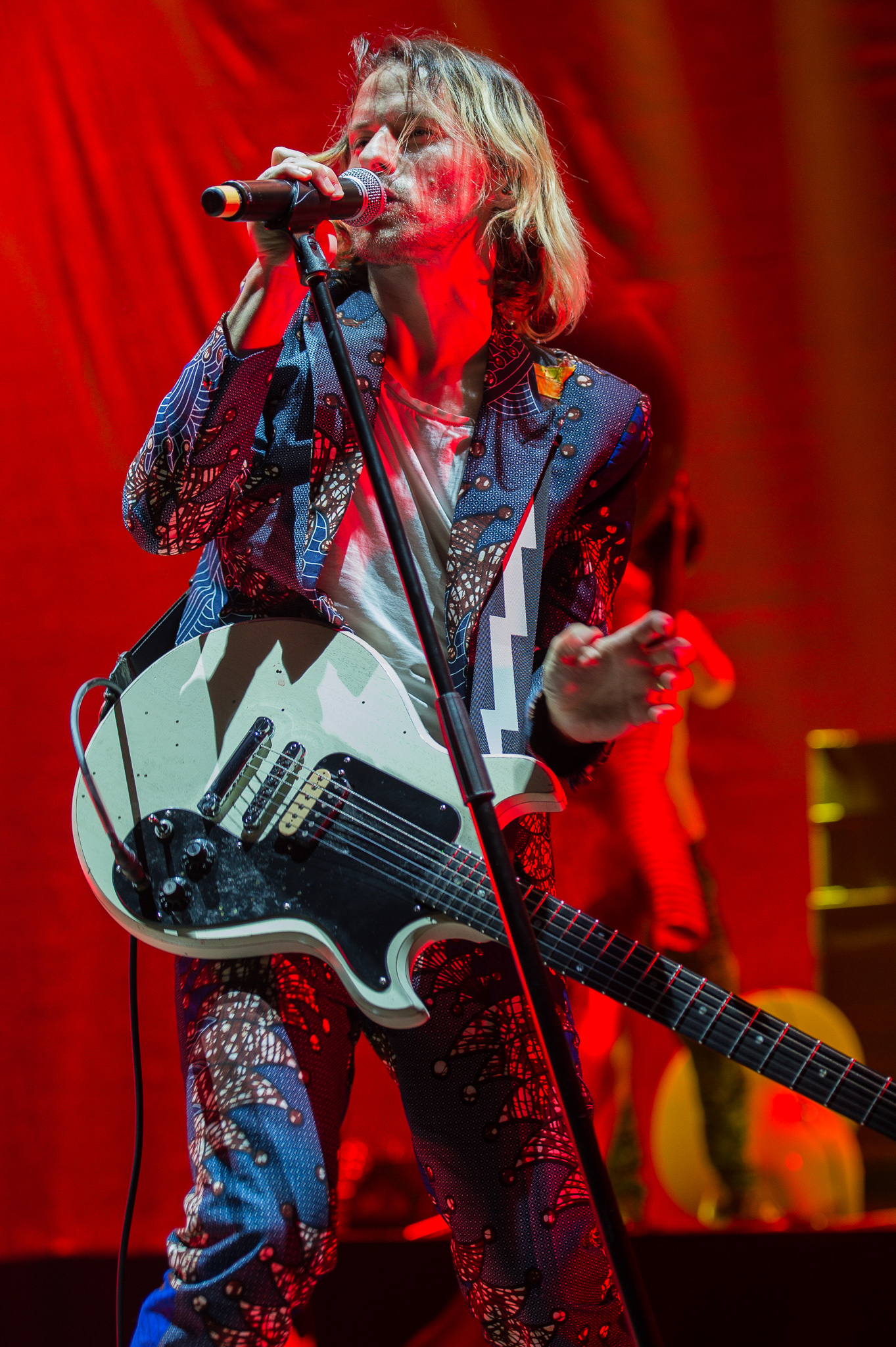
Tobias Jundt (2017)

### Albumy studyjne
| Rok                                                     | Tytuł                           | Szczegóły                                                                                   | Najwyższa pozycja na liście | Najwyższa pozycja na liście |
| Rok                                                     | Tytuł                           | Szczegóły                                                                                   | GER                         | SWI                         |
| ------------------------------------------------------- | ------------------------------- | ------------------------------------------------------------------------------------------- | --------------------------- | --------------------------- |
| 2008                                                    | Too Much                        | - Data: 19 września 2008 - Wydawca: Bonaparte, Staatsakt - Format: CD, LP, digital download | —                           | —                           |
| 2010                                                    | My Horse Likes You              | - Data: 4 czerwca 2010 - Wydawca: Staatsakt - Format: CD, LP, digital download              | 93                          | 62                          |
| 2012                                                    | Sorry, We’re Open               | - Data: 17 sierpnia 2012 - Wydawca: Staatsakt, Warner - Format: CD, LP, digital download    | 21                          | 30                          |
| 2014                                                    | Bonaparte                       | - Data: 14 lutego 2014 - Wydawca: Staatsakt, Warner - Format: CD, LP, digital download      | 68                          | 59                          |
| 2017                                                    | Return of Stravinsky Wellington | - Data: 2 czerwca 2017 - Wydawca: Bonaparte, Believe - Format: CD, LP digital download      | 90                          | 34                          |
| 2019                                                    | Was mir passiert                | - Data: 14 czerwca 2019 - Wydawca: Columbia - Format: CD, LP, digital download              | —                           | —                           |
| „—” oznacza, że album nie był notowany na danej liście. |                                 |                                                                                             |                             |                             |
| [ 2 ] [ 6 ]                                             | [ 2 ] [ 6 ]                     | [ 2 ] [ 6 ]                                                                                 | [ 27 ]                      | [ 27 ]                      |